# 麥迪遜縣 (田納西州)
麥迪遜縣（英語：Madison County）是美國田納西州西部的一個縣。面積1,447平方公里。根據美國2000年人口普查，共有人口91,837。縣治傑克遜。
縣名是紀念第四任總統詹姆斯·麥迪遜。